# Datro Fofana
Datro Fofana (Ouragahio, 22 de diciembre de 2002) es un futbolista marfileño que juega en la demarcación de delantero para el Chelsea F. C. de la Premier League.

## Trayectoria
En 2021 llegó a Europa después de fichar por el Molde FK procedente del AFAD Djékanou de su país. En Noruega estuvo dos años en los que marcó 24 goles en 65 partidos y a finales de 2022 se anunció su incorporación al Chelsea F. C. en enero. El siguiente 11 de julio se marchó cedido al F. C. Union Berlin que iba a jugar por primera vez en su historia la Liga de Campeones de la UEFA. En esta competición marcó un gol ante la S. S. C. Napoli y en enero de 2024 regresó a Inglaterra para jugar lo que restaba de temporada en el Burnley F. C. Con este equipo anotó cuatro tantos en quince encuentros y el 13 de septiembre de 2024 acumuló una tercera cesión al Göztepe S. K. de Turquía por una temporada. Sin embargo, tras disputar nueve partidos y marcar dos goles en los primeros meses de la campaña, en febrero se dio por finalizada la cesión.

## Selección nacional
El 22 de septiembre de 2019 hizo su debut con la selección absoluta de Costa de Marfil tras jugar la totalidad de los 90 minutos del encuentro de clasificación para el Campeonato Africano de Naciones de 2020 ante Níger que el conjunto nigerino venció por 2-0 tras los goles de Idrissa Halidou y Abdoul Aziz Ibrahim.

## Estadísticas

### Clubes
Actualizado al último partido disputado el 24 de febrero de 2024.
| Club                          | Div.          | Temporada     | Liga  | Liga  | Liga   | Copas nacionales | Copas nacionales | Copas nacionales | Copas internacionales | Copas internacionales | Copas internacionales | Total | Total | Total  |
| Club                          | Div.          | Temporada     | Part. | Goles | Asist. | Part.            | Goles            | Asist.           | Part.                 | Goles                 | Asist.                | Part. | Goles | Asist. |
| ----------------------------- | ------------- | ------------- | ----- | ----- | ------ | ---------------- | ---------------- | ---------------- | --------------------- | --------------------- | --------------------- | ----- | ----- | ------ |
| Molde F. K. · Noruega         | 1.ª           | 2021          | 18    | 0     | 1      | 5                | 2                | 2                | 5                     | 1                     | 0                     | 28    | 3     | 3      |
| Molde F. K. · Noruega         | 1.ª           | 2022          | 24    | 15    | 5      | 3                | 2                | 1                | 10                    | 4                     | 1                     | 37    | 21    | 7      |
| Molde F. K. · Noruega         | Total club    | Total club    | 42    | 15    | 6      | 8                | 4                | 3                | 15                    | 5                     | 1                     | 65    | 24    | 10     |
| Chelsea F. C. Inglaterra      | 1.ª           | 2022-23       | 3     | 0     | 0      | 1                | 0                | 0                | 0                     | 0                     | 0                     | 4     | 0     | 0      |
| Chelsea F. C. Inglaterra      | Total club    | Total club    | 3     | 0     | 0      | 1                | 0                | 0                | 0                     | 0                     | 0                     | 4     | 0     | 0      |
| F. C. Union Berlin · Alemania | 1.ª           | 2023-24       | 12    | 1     | 0      | 1                | 0                | 0                | 4                     | 1                     | 0                     | 17    | 2     | 0      |
| F. C. Union Berlin · Alemania | Total club    | Total club    | 12    | 1     | 0      | 1                | 0                | 0                | 4                     | 1                     | 0                     | 17    | 2     | 0      |
| Burnley F. C. Inglaterra      | 1.ª           | 2023-24       | 5     | 2     | 1      | 0                | 0                | 0                | ―                     | ―                     | ―                     | 5     | 2     | 1      |
| Burnley F. C. Inglaterra      | Total club    | Total club    | 5     | 2     | 1      | 0                | 0                | 0                | 0                     | 0                     | 0                     | 5     | 2     | 1      |
| Total carrera                 | Total carrera | Total carrera | 62    | 18    | 7      | 10               | 4                | 1                | 19                    | 6                     | 1                     | 91    | 28    | 11     |

## Palmarés

### Títulos nacionales
| Título          | Club     | País    | Año  |
| --------------- | -------- | ------- | ---- |
| Copa de Noruega | Molde FK | Noruega | 2022 |
| Eliteserien     | Molde FK | Noruega | 2022 |